# Protestos na Venezuela em 2024
Os Protestos na Venezuela em 2024 são uma série de protestos que surgiram após a eleição presidencial venezuelana em 2024, denúncias de fraude eleitoral por parte da oposição e a rápida proclamação de Nicolás Maduro para um terceiro mandato, inicialmente previsto para 2025. Foram relatados protestos em Caracas, Falcón, Vargas, Carabobo, Anzoátegui e Monagas, que surgiram espontaneamente, sem convocação prévia dos líderes políticos. Até então, 7 pessoas morreram e 50 foram detidas.
Os manifestantes tomaram o aeroporto de Maiquetía e marcharam em direção ao Palácio de Miraflores, sede presidencial. Houve um número indeterminado de feridos pelas forças do Estado. Várias estátuas do ex-presidente Hugo Chávez foram derrubadas em diferentes partes do país.

## Antecedentes
Depois das declarações do presidente do Conselho Nacional Eleitoral (CNE), Elvis Amoroso, anunciando a vitória de Nicolás Maduro na madrugada de 29 de julho, houve batidas de panelas de leste a oeste e sudoeste de Caracas. A oposição maioritária, organizada em torno de María Corina Machado e do candidato da Plataforma Unitária, Edmundo González, denunciou fraude eleitoral. Diversos países, como Argentina, Brasil, Colômbia, Chile, Costa Rica, Equador, Estados Unidos, Panamá, Paraguai, Peru, Portugal e Uruguai mostraram-se céticos e/ou desconhecem os resultados, pedindo auditorias. Maduro foi proclamado presidente por um terceiro período, meses antes da prevista mudança de governo e antes da publicação dos resultados totais da votação.
Nem Machado, nem González convocaram protestos, mas pediram para estar presentes nos centros de votação até que tivessem os editais.

## Cronologia

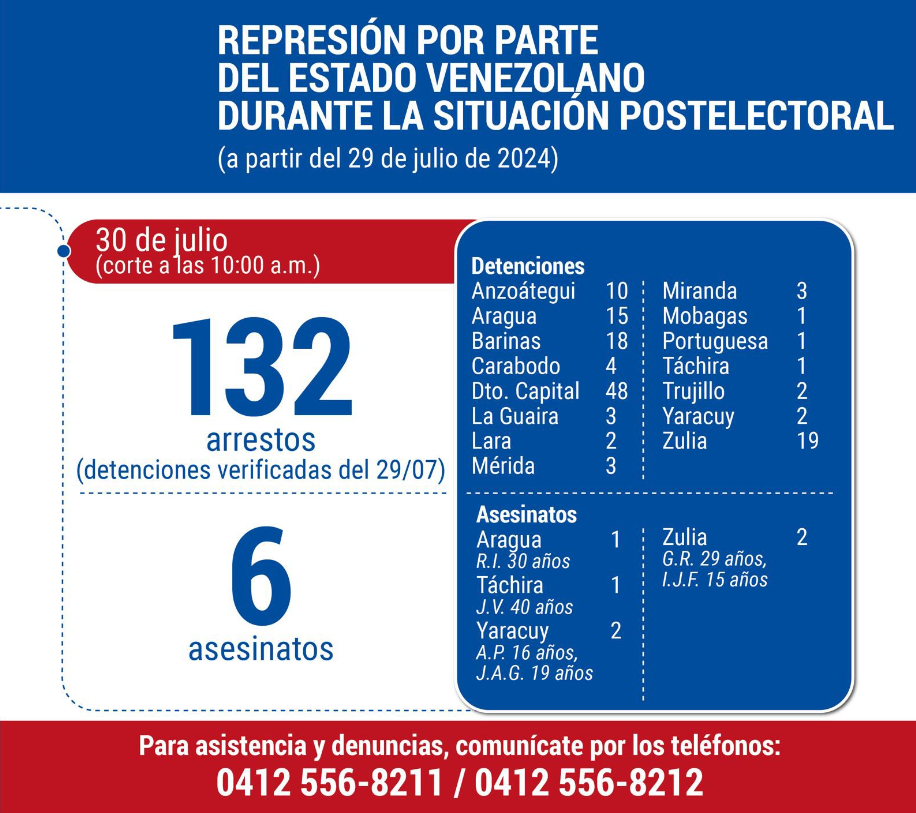
Balanço de repressão pós-eleitoral da ONG Foro Penal referente ao dia 30 de julho.

### 28 de julho
Em 28 de julho de 2024, dia das eleições presidenciais, Julio Valerio García, cidadão de Táchira, foi morto a tiros por um grupo de motociclistas. Houve também quatro feridos naquele dia.
No mesmo dia, onde ocorreu a eleição, venezuelanos se manifestaram contra Maduro nas cidades de Pacaraima, Boa Vista e São Paulo no Brasil. Em São Paulo, centenas de migrantes venezuelanos participaram de uma manifestação em defesa da democracia e clamando por liberdade. Em Portugal, vários imigrantes venezuelanos e luso-venezuelanos manifestaram-se por uma mudança política no seu país de origem na Praça dos Restauradores, em Lisboa, e na Praça do Município do Funchal, na ilha da Madeira, onde mora a maior comunidade venezuelana do país, pois se estima que 5% da população total do arquipélago tenha passaporte venezuelano e que 10% tenha uma relação direta com aquele país sul-americano.

### 29 de julho
Os protestos começaram em 29 de julho. Em Caracas, foram relatadas manifestações em Isaías Medina Angarita em Catia, Ruperto Lugo e Ruiz Pineda, bem como na rodovia Caracas-La Guaira, tendo panelaços do leste ao oeste e sudoeste da cidade; em Aragua, foram relatados em Cagua; foram relatados em Barquisimeto, Lara; em Guárico, foram relatados no Valle de la Pascua; Num setor do estado de Falcón, as pessoas também saíram às ruas.
Desde a manhã de 29 de julho, começaram a bater panelas em diversas áreas de Caracas. Posteriormente, com o passar da manhã, foram relatados focos de protesto em diversas áreas populares da capital, especialmente em vários setores de Petare, como o bairro de San Blas. ou La Dolorita. Uma forte presença policial também foi relatada na capital. A rodovia Caracas-La Guaira foi bloqueada por manifestantes do setor El Limón. Europa Press relatou focos de protesto em Petare, Altamira, Chacaíto, Bellas Artes, La Vega, El Valle, Catia e La Candelaria, bem como concentrações na rodovia Petare-Guarenas, especificamente na freguesia de Caucagüita, município de Sucre, estado de Miranda.
Milhares de manifestantes protestaram perto do maior bairro pobre de Caracas. Em Petare, alguns jovens mascarados rasgaram cartazes da campanha de Maduro.
Na ilha de Margarita, estado de Nueva Esparta, centenas de civis ocuparam a Avenida 4 de Mayo, em Porlamar, derrubando as bandeiras políticas de Maduro. A Polícia Nacional Bolivariana e a Guarda Nacional abordaram o local para reprimir os manifestantes. Os protestos continuaram na Avenida La Auyama, onde os manifestantes tentaram derrubar uma estátua de Hugo Chávez, sendo novamente interceptados por autoridades nacionais, que dispararam chumbinhos e gás lacrimogêneo, fazendo com que os manifestantes respondessem com pedras, paus e coquetéis molotov.
Centenas de manifestantes tomaram conta do aeroporto de Maiquetía. Atualmente os manifestantes marcham a caminho do Palácio de Miraflores; Foi registrado como a Guarda Nacional Bolivariana (GNB) deteve e espancou pelo menos um manifestante.
Em Coro, estado de Falcón, um grupo de manifestantes derrubou uma estátua de três metros do ex-presidente Hugo Chávez e na Avenida Dalla Costa, estado de Bolívar, outra estátua pegou fogo. Foi relatada repressão policial com gás lacrimogêneo contra vários membros da oposição em Caracas.
Em Punto Fijo, os manifestantes incendiaram a prefeitura de Carirubana e a sede regional do PSUV.
O dia terminou com 6 mortos (incluindo um menor de 15 anos), 50 detidos em diferentes setores do país e três mortes não confirmadas devido a tiros.
No mesmo dia, a organização Observatório Venezuelano de Conflitos Sociais registrou 187 protestos em 20 dos 23 estados.

### 30 de julho
No dia 30 de julho, o Foro Penal divulgou um relatório no qual contabilizava 6 mortos e 132 feridos após um dia de protestos pós-eleitorais na Venezuela, ocorridos ontem, 29 de julho.
Na noite, os protestos ocorreram na Cidade do México e em Buenos Aires, na Argentina.

### 31 de julho
No dia 31 de julho, na rede social X, a líder da oposição na Venezuela, María Corina Machado, afirmou que, nas últimas 48 horas, ao menos 16 assassinatos, 11 desaparecimentos e mais de 177 detenções arbitrárias foram registradas no país e falou em um alerta ao mundo sobre "a escalada cruel e repressiva do regime" de Maduro.

### 1 de agosto
Após dias cercados pelas forças governamentais após o dia das eleições, os governos brasileiro e argentino decidiram salvaguardar a embaixada argentina em Caracas, o que efetivamente colocou a embaixada sob custódia temporária do Brasil. A transferência de controlo também deu ao Brasil a responsabilidade de salvaguardar temporariamente seis requerentes de asilo político no interior da embaixada.
O Secretário de Estado dos Estados Unidos, Antony Blinken, expressou inicialmente dúvidas sobre a veracidade dos resultados do conselho nacional eleitoral da Venezuela e funcionários da administração Biden, falando sob anonimato à Reuters, disseram que a vitória de Maduro carecia de credibilidade. O Presidente Biden telefonou ao Presidente Lula a 30 de julho para discutir as eleições; os dois líderes concordaram em exercer pressão para que as contagens de votos fossem transparentes. A 1 de agosto, Blinken afirmou que havia "provas irrefutáveis" de que González tinha vencido e apelou a conversações e a uma transição pacífica.

### 2 de agosto
A 2 de agosto, o Supremo Tribunal de Justiça da Venezuela (TSJ) convocou 10 candidatos para apresentarem as suas actas, tendo a Plataforma Unitária recusado responder ao apelo do TSJ, alegando falta de transparência nas decisões. No entanto, o TSJ declarou os resultados da CNE como "irreversíveis" e pediu aos outros candidatos que assinassem a ata emitida pela câmara eleitoral. Enrique Márquez é o único candidato presente conhecido que se recusou a assinar a declaração e exigiu a publicação do resultado efetivo. Entretanto, os diplomatas argentinos expulsos da Venezuela conseguiram sair do país rumo a Lisboa, Portugal, antes de regressarem à Argentina.
O ministro das Relações Exteriores venezuelano, Yvan Gil, acusou os Estados Unidos de estarem à frente de tentativa de um golpe de Estado na Venezuela.

### 3 de agosto
Num ambiente de medo devido à repressão e à detenção de manifestantes, a Plataforma Unitária apelou a uma manifestação de apoio ao resultado das eleições por parte das famílias de todo o país.
Em várias cidades das Américas e da Europa, como Nova Iorque, Buenos Aires, Cidade do México, Bogotá, São Paulo, Madrid, Lisboa, Roma, entre outras, realizaram-se manifestações de apoio a María Corina Machado e Edmundo González.

### 4 de agosto
A União Europeia manifestou a sua preocupação com a crise política que se seguiu às eleições presidenciais. A Comissão Nacional de Eleições da Venezuela ainda não publicou os registos de votação por mesa de voto e por secção de voto. Os países europeus apelam a uma "verificação independente dos registos eleitorais". Entretanto, instou as autoridades a cessarem a violência e a libertarem todos os presos políticos.

### 5 de agosto
María Corina Machado e Edmundo González emitiram uma declaração exortando a polícia e as forças armadas da Venezuela a "ficar do lado do povo". Apelaram à consciência dos militares e polícias venezuelanos para que se coloquem ao lado da maioria dos cidadãos e das suas próprias famílias na hora decisiva para o futuro da República: "Exortamo-los a (...) respeitar e a fazer respeitar os resultados das eleições do 28J".

## Respostas

### Situação
Nicolás Maduro culpou os comanditos, grupos de cidadãos da oposição, pelos protestos de 29 de julho e acusou os Estados Unidos de organizarem os protestos sem provas.
Tarek William Saab anunciou a abertura de uma investigação contra a líder da oposição María Corina Machado, por um alegado “ataque informático e sabotagem nas eleições presidenciais, tentando alterar o sistema eleitoral e o número de votos desde a Macedônia do Norte”.
Jorge Rodríguez, presidente da Assembleia Nacional Venezuelana, em entrevista coletiva, convocou os chavistas a saírem às ruas, em todos os estados e cidades do país, na terça-feira, 30 de julho, com a intenção de “defender a paz”.

### Oposição
Em 30 de julho, María Corina, juntamente com Edmundo González, convocaram uma reunião na sede da Organização das Nações Unidas (ONU) em Caracas.